# جون إس. هيليارد
جون إس. هيليارد (بالإنجليزية: John S. Hilliard)‏ هو ملحن أمريكي، ولد في 29 أكتوبر 1947.